# ワイズメンズクラブ国際協会
ワイズメンズクラブ国際協会（英語: Y's Men International）はYMCAをサポートするボランティアの人々による世界的な奉仕団体である。 

## 概要
ワイズメンズクラブ国際協会はYMCAをサポートするボランティアの人々による世界的な奉仕団体である。    1922年にアメリカ合衆国オハイオ州トレードで設立されて、現在はスイス・ジュネーブに本拠を置く世界的な組織になっている。

## 日本のワイズメンズ運動
日本のワイズメンズの活動は1926年（昭和3年）に大阪で始まり、第二次世界大戦直前の1940年から中断したものの、1947年から国際協会へ復帰して、  現在はワイズメンズクラブ国際協会東日本区   とワイズメンズクラブ国際協会西日本区  に組織され、各地に支部がある。日本はアジア太平洋地域に属していて、アジア太平洋地区大会も隔年開かれている。  
近年では、メンバーの高齢化が進み、サロン的な様相を呈している。
東日本区では、この様な状況を変える為、change2022運動の実施や法人化などの対策が進んでいる。

## 参照項目
- YMCA
- 国際ギデオン協会